# Alan Poindexter
Alan Goodwin "Dex" Poindexter (Pasadena, 5 november 1961 – Pensacola Beach, 1 juli 2012) was een Amerikaans marineofficier en ruimtevaarder bij NASA. Hij was een zoon van John Poindexter en groeide op in Rockville (Maryland). Hij was gehuwd en had twee kinderen.
Poindexter voltooide zijn highschool in 1979 in Californië en volgde vervolgens onderwijs in Florida waar hij in 1983 een associate degree in techniek behaalde. Vervolgens behaalde hij een bachelor titel in ruimtevaarttechniek in 1986 en een cum laude master in 1995.

## Carrière
Poindexter begon zijn carrière bij de Amerikaanse marine en werd opgeleid tot piloot. Hij vloog missies in de Perzische Golf gedurende de golfoorlog van 1990-1991 en Southern Watch. Na 1995 werd hij testpiloot, onder andere op de F-14. Poindexter had meer dan vierduizend vlieguren in meer dan dertig verschillende vliegtuigtypes.
In 1998 werd hij geselecteerd door NASA en begon zijn training in augustus van dat jaar. In eerste instantie werd hij te werk gesteld op Kennedy Space Center, en in 2002 werd hij genoemd als mogelijke piloot voor de STS-120 missie. Na het fatale ongeluk met de Columbia ging dat niet door. In 2006 werd hij benoemd tot piloot voor de STS-122 missie om het European Space Agency's Columbus laboratorium af te leveren bij het Internationaal ruimtestation ISS. Poindexter was capsule communicator in de STS-125 missie en de STS-127 in 2009, en was commandant op de STS-131 missie in 2010.
Hij overleed aan de gevolgen van een ongeval met een waterscooter.